# Jermakow-Insel
Die Jermakow-Insel (ukrainisch Острів Єрмаков/Ostriw Jermakow, russisch Остров Ермаков/Ostrow Jermakow) ist eine der größten Flussinseln der Donau im ukrainischen Teil des Biosphärenreservats Donaudelta.

## Geographie
Die Insel liegt im Kilijaarm im Rajon Ismajil der Oblast Odessa an der rumänischen Grenze und im Ramsar-Gebiet Kilijaarm nordwestlich der Stadt Wylkowe. Die Insel besitzt eine Fläche von 23 km², ist etwa 10 Kilometer lang und 3 Kilometer, an der breitesten Stelle fast vier Kilometer breit.

## Ökologie
In den 1960er Jahren wurde die Insel eingedeicht und als Weideplatz für Rinder verwendet. Durch das Fehlen der Überflutungen und Überweidung wurde die Insel nahezu zu einer ökologischen Wüste.
Nachdem mit Hilfe von 60.000 € durch den WWF die Dämme im Jahr 2009 aufgebrochen, die Rinder entfernt und die Insel renaturiert wurde, wird die Insel wieder regelmäßig vom Donauhochwasser überschwemmt, das für eine üppige Vegetation sorgt. Seitdem gibt es auf der Insel wieder Pelikane, Enten, Wasserhühner und Schwäne, in den Sümpfen der Insel Schildkröten und Schlangen und den Wäldern Wildschweine, Rehe, Waschbären, Hasen und Füchse. In den Flachwasserzonen gedeihen Hechte, Karpfen und andere wertvolle Fischarten.
Für die Zukunft ist eine komplette Wiederherstellung der Flora und Fauna geplant, um die Insel zu einem Zentrum des ökologischen Tourismus zu machen.